# Sorex nanus
Sorex nanus — вид роду мідиць (Sorex) родини мідицевих.

## Поширення
Країни проживання: США (Аризона, Колорадо, Монтана, Небраска, Нью-Мексико, Південна Дакота, Юта, Вайомінг). Вид знаходиться в різних середовищах існування, включаючи скелясті райони в альпійській тундрі і частково в субальпийских хвойних лісах, інші видах скелястих схилів, осокові болоті, субальпійські луки, сухі кущові схили, посушливі короткотраві прерії, сухі стернові поля, і пиньон-ялівеці ліси.

## Звички
Вид є активним мисливцем, живиться в основному комахами, павуками й інших дрібних безхребетними (хробаки, молюски, багатоніжки та ін.) Також може споживати рослинну речовину, а також деяких дрібних хребетних (саламандри, та ін.). Активний протягом усього року.

## Відтворення
На великій висоті, відтворення, ймовірно, починається в кінці червня — на початку липня, а перший виводок буває в кінці липня - на початку серпня; другий виводок народжуються в кінці серпня — на початку вересня. Самиці розмножуються в їх другий рік. На більш низьких висотах, відтворення може початися раніше, а розмір виводку може бути більшим.

## Загрози та охорона
Немає відомих загроз цьому виду. Ймовірно, проживає в кількох спеціально відведених природоохоронних місцях.